# Kincső Takács
Kincső Takács (* 17. September 1993 in Győr) ist eine ungarische Kanutin.

## Karriere
Takács begann in ihrer Jugend mit dem Kanusport und konnte bereits im Alter von 19 Jahren ihre ersten Erfolge bei Weltmeisterschaften erringen: in den U23-Wettbewerben holte sie im Canadier-Einer über 200 Meter Silber, im Canadier-Zweier über 500 Meter gar Gold.
Neben diversen Titeln bei Europameisterschaften konnte sie auch im Senioren-Bereich einen Weltmeistertitel im Canadier-Zweier über 500 Meter feiern. Bei den Wettkämpfen 2014 in Moskau kam sie zusammen mit Zsanett Lakatos vor Belarus und Russland ins Ziel.
Bei den Weltmeisterschaften 2015 im Kanumarathon in ihrer Heimatstadt Győr stand Takács ebenso auf dem Podium. Sie wurde hierbei nur von ihrer Landsfrau Zsanett Lakatos geschlagen.